# Nulla!
Nulla! (Blank!) è un racconto di fantascienza di Isaac Asimov pubblicato per la prima volta nel 1957 sul numero di giugno della rivista  Infinity Science Fiction.
Successivamente è stato incluso nell'antologia Testi e note (Buy Jupiter and Other Stories) del 1975.
È stato pubblicato varie volte in italiano a partire dal 1976.

## Storia editoriale
Il racconto nacque su commissione di Larry Shaw, editore di Infinity Science Fiction, che richiese un racconto breve ispirato dal titolo secondo lui meno adatto a ispirare una storia, e cioè “nulla” (in inglese "blank"). La richiesta di Shaw fu fatta, oltre che ad Asimov, anche agli scrittori Harlan Ellison e Randall Garrett e i tre produssero tre racconti brevi intitolati rispettivamente Blank!, Blank e Blank?. Tutti e tre i racconti vennero pubblicati insieme sul numero di giugno 1957 della rivista.

## Trama
Uno scienziato sta conducendo degli esperimenti sui viaggi nel tempo. Egli persuade un collega riluttante a seguirlo in un viaggio nella macchina del tempo che ha realizzato, insistendo che nulla può andar storto ma, invece, a un certo punto i due viaggiatori si trovano bloccati in uno strano spazio dove non c'è nient'altro che il nulla.